# Schwabeck (Treuenbrietzen)
Schwabeck ist ein Ortsteil der Stadt Treuenbrietzen im Landkreis Potsdam-Mittelmark in Brandenburg.
Der Ort liegt an der Kreisstraße 6921. Unweit westlich verläuft die B 2. Die Landesgrenze zum Bundesland Sachsen-Anhalt verläuft unweit südlich.
Am 1. Juli 1950 wurde Schwabeck nach Feldheim eingemeindet. Die Eingemeindung von Feldheim nach Treuenbrietzen erfolgte am 31. Dezember 2002.

## Sehenswürdigkeiten

### Baudenkmale
In der Liste der Baudenkmale in Treuenbrietzen ist für Schwabeck ein Baudenkmal aufgeführt:
- die Dorfkirche (siehe Feldheim (Treuenbrietzen)#Kirchen)